# Oranje Vrijstaat (provincie)
Oranje Vrijstaat (Afrikaans: Oranje-Vrystaat, Engels: Orange Free State) was van 1910 tot 1994 een provincie van Zuid-Afrika. 
Vóór 1910 was de Oranje Vrijstaat een onafhankelijk land, bestuurd door de Boeren, voormalige Nederlandse kolonisten. 
Vandaag de dag heet de provincie Vrijstaat, de grenzen zijn niet veranderd.
Gauteng · KwaZoeloe-Natal · Mpumalanga · Limpopo · Noord-Kaap · Noordwest · Oost-Kaap · Vrijstaat · West-Kaap

Voormalige provincies (1910-1994):
Kaapprovincie · Natal · Oranje Vrijstaat · Transvaal 
 Mandaatgebied (1915-1990): Zuidwest-Afrika